# Barba postiza

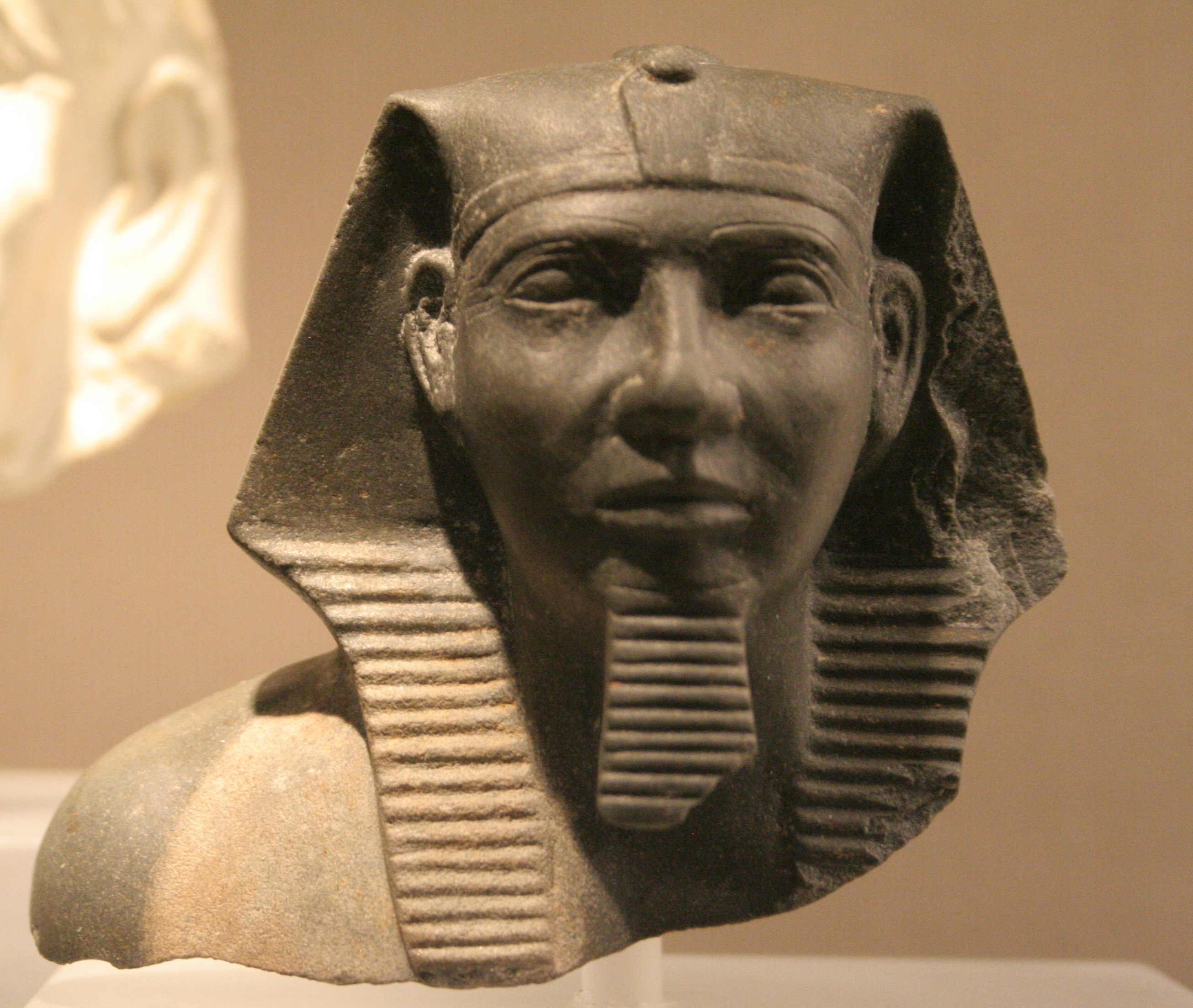
Cabeza de una estatua de Kefrén, donde se reconoce claramente la barba postiza.

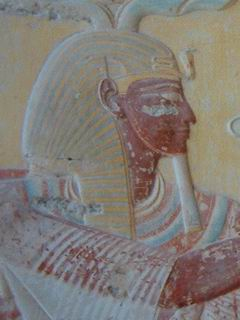
Faraón con ureo, nemes y barba postiza.

La barba postiza (en egipcio antiguo: dw3-wr, léase "dua-ur") era uno de los atributos que el faraón, fuera hombre o mujer, compartía con los dioses egipcios y que lo diferenciaban del común de los mortales.
Esta "barba", trenzada, que en realidad se parece más a una larga perilla, se llevaba en la barbilla y se ataba por detrás de las orejas con un fino cinturón.. Transmitida de generación en generación, el faraón la llevaba durante las ceremonias, por lo que, a veces, se la llamaba barba ceremonial, y era uno de los símbolos de su poder y una de las marcas de su filiación divina.
La barba postiza se conoce desde el período Protodinástico. Entre los faraones más conocidos que fueron representados con barbas postizas se encuentran Narmer (I dinastía), Zoser (III dinastía) y Ramsés II (XIX dinastía).
Las mujeres que ostentaron el poder estatal también fueron representadas con la barba postiza como signo de poder, como Jentkaus I (IV dinastía) y Hatshepsut (XVIII dinastía).
Los dioses egipcios también usaban barbas postizas de lapislázuli, lo que sugiere que la barba postiza estaba destinada a enfatizar el estatus divino del faraón.
Esta barba, larga y estrecha, está ligeramente curvada en el caso de los dioses, y recta en el caso del faraón (o curvada cuando se asimilaba al dios, como en la máscara funeraria de Tutankamón).
En la escritura jeroglífica, el determinativo de lo divino se escribe con un hombre sentado que lleva una barba postiza.